# Edil
Edil (latin: aedilis, av aedes, 'rum', 'tempel') var en typ av ämbetsman i antikens Rom. Ämbetet infördes år 493 f.Kr. och avskaffades slutligen på 200-talet e.Kr.

## Beskrivning
Till edilernas ämbete hörde att vidmakthålla tempel och offentliga byggnader, anordna offentliga spel, handha polismyndigheten samt ombesörja provianttillförseln.

## Historik
Från år 493 f.Kr. fanns två plebejiska ediler, aediles plebei, som uppsyningsmän för Aventinens Ceres-tempel. Sedan år 366 f.Kr. fanns därutöver två patriciska eller kuruliska ediler, aediles curules; dessa växlade och var vartannat år patricier och vartannat år plebejer.
Efter republikens slut år 27 f.Kr. överfördes edilernas maktbefogenheter successivt till andra ämbetsverk. Ämbetet avskaffades slutligen på 200-talet e.Kr.
I modern tid har titeln edil använts i studentsammanhang i den ungefärliga betydelsen "husförman", så till exempel vid Akademiska Föreningen och Studentskegården i Lund.